# Petenaea cordata
 Petenaea cordata  ist die einzige Art innerhalb der Familie der Pentenaeaceae in der Ordnung der Huerteales. Petenaea cordata ist endemisch in Zentralamerika.

## Beschreibung
Petenaea cordata wächst als großer Strauch oder als bis zu 10 Meter hoher Baum. Die wechselständigen Blätter bestehen aus einem rötlichen, kurzhaarigen Blattstiel und einer einfachen, papierigen Blattspreite mit herzförmiger Basis und handförmiger Nervatur. Der Blattrand ist feingezähnt und läuft am Apex in einer rundspitzigen oder bespitzten Spitze aus. Die Blätter sind unterseits dicht und kurz behaart und oberseits fast kahl. Sie sind 8,5–16 Zentimeter lang und der Blattstiel ist bis 5–11 Zentimeter lang. Es sind früh abfallende, sehr kleine, spitze und dreieckige Nebenblätter vorhanden. Die gesamte Pflanze ist mit einfachen oder verzweigten Trichomen bedeckt.
Die kurz gestielten, zwittrigen und kleinen Blüten mit einfacher Blütenhülle stehen in lang gestielten, vielblütigen und rispigen Blütenständen zusammen, die zudem rötlich überlaufen und weißlich behaart sind. Die 4 bis 5 klappigen, pinkfarbenen, außen weißlich behaarten Kelchblätter sind eilanzettlich geformt und später zurückgeschlagen. Innen an der Basis sitzen dicht stehende, pinkfarbene, mehrzellige und zottig-fransige Haare. Die Kronblätter fehlen, es gibt 8 bis 12 kurze und kahle Staubblätter. Der behaarte Fruchtknoten mit dicklichem, kurzem, an der Basis behaartem Griffel mit kleiner, flacher Narbe, ist oberständig mit 4 bis 5 verwachsenen Fruchtblättern und dementsprechend 4 bis 5 Fruchtkammern. Die zahlreichen Samenanlagen sitzen an massiven, hängenden Plazenten. Es ist ein fleischiger und wulstig-lappiger Diskus vorhanden.
Die Frucht ist eine bis etwa 0,6–1,2 Zentimeter große, mehr oder weniger runde bis eiförmige, schwach gelappte sowie vielsamige, schwach behaarte, fleischige Beere mit Griffelresten. Im reifen Zustand ist diese rot bis dunkel-kastanienbraun und essbar. Die kleinen Samen sind etwa 1 Millimeter groß.

## Verbreitung
Petenaea cordata kommt im südöstlichen Mexiko, in Belize und in Guatemala vor.
Der wissenschaftliche Gattungsname bezieht sich auf den Fundort des Typusexemplars im Tiefland Petén von Guatemala.